# آرتسرونی آقاجانیان
آرتسرونی کنیازی آقاجانیان (ارمنی: Արծրունի Կնյազի Աղաջանյան؛ زادهٔ ۲۱ نوامبر ۱۹۵۵) یک اقتصاددان و سیاستمدار اهل ارمنستان است که از تاریخ ۱۹۹۹ تا تاریخ ۲۰۰۳ سمت نمایندگی دوره دوم مجلس ملی جمهوری ارمنستان را برعهده داشت.

## زندگی‌نامه
در ۲۱ نوامبر ۱۹۵۵ در آرتیک به دنیا آمد و از دانشگاه دولتی علم اقتصاد ارمنستان فارغ‌التحصیل شد. 

## یادداشت
1. ↑  ՀՀ Ազգային Ժողովի «Օրինաց երկիր» խմբակցության քարտուղար